# Alfred Zech
Alfred Zech, född 12 oktober 1932 i Zlattnik, död 13 juni 2011 i Hückelhoven, var en tysk barnsoldat som förärades med Järnkorset av andra klassen vid tolv års ålder.